# Academy of Ancient Music
Academy of Ancient Music (с англ. — «Академия старинной музыки») — британский камерный музыкальный ансамбль, специализирующийся на аутентичном исполнении музыки эпох барокко и классицизма (в основном XVIII века). Создан в 1973 году Кристофером Хогвудом, с 2013 года владеет лейблом AAM Records. Музыкальный директор с сезона 2021/22 — Лоренс Каммингс.

## История
Ансамбль Academy of Ancient Music основан в 1973 году в Кембридже клавесинистом и музыковедом Кристофером Хогвудом. Коллектив получил название в честь британского общества XVIII века с тем же названием; историческая «Академия старинной музыки» первоначально сосредотачивалась на исполнении музыки, написанной на 100 лет раньше, но в дальнейшем стала исполнять и произведения современников, включая Генделя.
Ансамбль в основном исполняет музыку XVIII века на аутентичных или точно воспроизведённых инструментах этой эпохи. Благодаря изысканиям Хогвуда были найдены авторские рукописи и трактаты, дающие лучшее представление о том, как авторы представляли исполнение своих произведений. В репертуаре Academy of Ancient Music музыка эпохи барокко (в особенности произведения Генделя) и классицизма, как чисто инструмантальная, так и вокально-инструментальная (оратории и оперы). Кроме того, ансамбль заказывал отдельные произведения авторам-современникам, в том числе Джону Тавенеру (Eternity’s Sunrise), Дэвиду Бедфорду, Джону Вулричу и Теа Масгрейв.
Ансамбль выступал в наиболее престижных концертных залах Европы и на самых популярных музыкальных фестивалях, в первые годы своего существования, как правило, под руководством Хогвуда, но в некоторых случаях под управлением второго дирижёра Пола Гудвина или скрипача Япа Шрёдера. Среди самых известных записей коллектива — «Мессия» Генделя (1980), ряд симфоний Моцарта и Канон Пахельбеля (1983). В 2006 году Хогвуда сменил в должности музыкального директора Ричард Игарр, продолжавший руководить Academy of Ancient Music до сезона 2020/2021, после чего этот пост занял дирижёр и клавесинист Лоуренс Каммингс. С лейблами Decca и Harmonia Mundi ансамбль к 2013 году записал свыше 300 дисков, а в 2013 году создал собственный лейбл AAM Records.

## Достижения
Записи классической музыки, сделанные ансамблем, неоднократно удостаивались премий журнала Gramophone:
- 1979 — в категории «Старинная музыка» (Моцарт, симфонии, альбом № 3)[6];
- 1987 — в категории «Хоровая музыка» (Гендель, «Аталия»)[7];
- 2007 — в категории «Инструментальная музыка барокко» (Гендель, Concerti Grossi, Op. 3)[8];
- 2021 — в категории «Хоровая музыка» (Дусик, Messe Solemnelle)[9].

Номинации на премии и места в чартах также включают:
- 1983 — 3-е место в чарте альбомов классической музыки Billboard (Канон Пахельбеля)[3];
- 1999 — номинация на «Грэмми» в категории «Лучшее исполнение малым ансамблем» (Гендель, Concerti Grossi, Op. 6)[10];
- 2021 — номинация на премию журнала Gramophone в категории «Лучший оркестр»[11].